# أمريكا المفتوحة 1970
قائمة بالأبطال في بطولة 1970 أمريكا المفتوحة:

## الكبار

### فردي رجال
كين روزوال هزم  توني روتشي 2-6 6-4 7-6 6-3

### فردي سيدات
مارغريت كورت هزم  روزماري كاسالس 6-2 2-6 6-1

### زوجي رجال
بايري بارذرز و نيكولا بيليتش هزم  روي إيمرسون و رود لافر 6-3 7-6 4-6 7-6

### زوجي سيدات
مارغريت كورت و جودي تيجارت هزم  روزماري كاسالس و فيرجينا ويد 6-3 6-4

### زوجي مختلط
مارتي رايسن و مارغريت كورت هزم  فرو ماكميلان و جودي تيجارت 6-4 6-4

## الشباب

### فردي أولاد
بدأت هذه البطولة في 1973

### فردي بنات
بدأت هذه البطولة في 1974

### زوجي أولاد
بدأت هذه البطولة في 1987

### زوجي بنات
بدأت هذه البطولة في 1987